# Linshui (ort)
Linshui är en ort i Kina. Den ligger i provinsen Hebei, i den norra delen av landet, omkring 430 kilometer sydväst om huvudstaden Peking. Antalet invånare är 109 955.
Runt Linshui är det tätbefolkat, med 591 invånare per kvadratkilometer. Linshui är det största samhället i trakten. Trakten runt Linshui består till största delen av jordbruksmark.
Genomsnittlig årsnederbörd är 641 millimeter. Den regnigaste månaden är juli, med i genomsnitt 220 mm nederbörd, och den torraste är januari, med 5 mm nederbörd.